# Kościół w Vittskövle
Kościół w Vittskövle (szw. Vittskövle kyrka) – kościół w Vittskövle. Należy do Kościoła Szwecji. Znany ze swych malowideł ściennych i epitafiów.
Kościół w Vittskövle ma status zabytku sakralnego według rozdz. 4 Kulturminneslagen (pol. Prawo o pamiątkach kultury), ponieważ został wzniesiony do końca 1939 (3 §).

## Historia i architektura
Najstarsze części kościoła: korpus nawowy, prezbiterium i apsyda zostały wzniesione w stylu romańskim, prawdopodobnie w XII lub XIII w. 
Ok. 1425 dobudowano północne ramię transeptu urządzając w nim kaplicę pod wezwaniem św. Anny, przeznaczoną dla ówczesnego właściciela posiadłości Vittskövle, Axela Pedersena Brahe. Kaplicę przekryto sklepieniem gwiaździstym i udekorowano freskami. Po 1480 sklepieniem przekryto korpus nawowy kościoła, po czym udekorowano je (oraz ściany) freskami wykonanymi przez grupę artystów znanych jako „grupa z Vittskövle”; jej dziełem były dekoracje licznych kościołów w Skanii. 
W połowie XVI w. zbudowano od zachodu wieżę ze szczytem schodkowym. W XVII w. dobudowano do kościoła południowe ramię transeptu i wydzielając w nim miejsce na pochówki (sarkofagi rodu Barnekow i epitafia). W XVIII w. zamalowano średniowieczne freski. Wydobyto je podczas restauracji kościoła w latach 1899–1900; zbudowano wówczas nową emporę i ołtarz oraz wstawiono nowe ławki.